# Kâmuran Şipal
 (septembre 2023).
La mise en forme du texte ne suit pas les recommandations de Wikipédia : il faut le « wikifier ».
Les points d'amélioration suivants sont les cas les plus fréquents. Le détail des points à revoir est peut-être précisé sur la page de discussion.
- Les titres sont pré-formatés par le logiciel. Ils ne sont ni en capitales, ni en gras.
- Le texte ne doit pas être écrit en capitales (les noms de famille non plus), ni en gras, ni en italique, ni en « petit »…
- Le gras n'est utilisé que pour surligner le titre de l'article dans l'introduction, une seule fois.
- L'italique est rarement utilisé : mots en langue étrangère, titres d'œuvres, noms de bateaux, etc.
- Les citations ne sont pas en italique mais en corps de texte normal. Elles sont entourées par des guillemets français : « et ».
- Les listes à puces sont à éviter, des paragraphes rédigés étant largement préférés. Les tableaux sont à réserver à la présentation de données structurées (résultats, etc.).
- Les appels de note de bas de page (petits chiffres en exposant, introduits par l'outil «  Source ») sont à placer entre la fin de phrase et le point final[comme ça].
- Les liens internes (vers d'autres articles de Wikipédia) sont à choisir avec parcimonie. Créez des liens vers des articles approfondissant le sujet. Les termes génériques sans rapport avec le sujet sont à éviter, ainsi que les répétitions de liens vers un même terme.
- Les liens externes sont à placer uniquement dans une section « Liens externes », à la fin de l'article. Ces liens sont à choisir avec parcimonie suivant les règles définies. Si un lien sert de source à l'article, son insertion dans le texte est à faire par les notes de bas de page.
- La présentation des références doit suivre les conventions bibliographiques. Il est recommandé d'utiliser les modèles {{Ouvrage}}, {{Chapitre}}, {{Article}}, {{Lien web}} et/ou {{Bibliographie}}. Le mode d'édition visuel peut mettre en forme automatiquement les références.
- Insérer une infobox (cadre d'informations à droite) n'est pas obligatoire pour parachever la mise en page.

Pour une aide détaillée, merci de consulter Aide:Wikification.
Si vous pensez que ces points ont été résolus, vous pouvez retirer ce bandeau et améliorer la mise en forme d'un autre article.
 
Kâmuran Şipal, romancier, nouvelliste et traducteur turc .
Il est né à Adana. Il est diplômé du lycée Pertevniyal d'Istanbul en 1946 et de l'Université d'Istanbul, Faculté des lettres, Département de langue et littérature allemandes en 1955. Après avoir travaillé comme assistant pendant deux ans dans le département dont il est diplômé, il part en Allemagne et y effectue des recherches universitaires pendant deux ans. Après son retour en 1960, il a commencé à travailler comme professeur d'allemand à l'École des langues étrangères de l'Université d'Istanbul jusqu'à sa retraite .
L'auteur est décédé le 19 Septembre 2019, à l'âge de 93 ans, des suites d'une défaillance multiviscérale et a été enterré à Adana. Kâmuran Şipal, 1953 Prix de l'histoire de l'Association de langue turque pour l'une de ses histoires ; 1965 Prix de l'histoire de Sait Faik pour le Bazar des Couturières; Il a remporté le TYB Story Award 1988 avec Dog Station .

## Travaux

### Histoire
- 1962 - Beyhan
- 1964 - Elbiseciler Çarşısı (Bazar des Couturières)
- 1969 - Büyük Yolculuk (Le Grand Voyage)
- 1971 - Buhurumeryem
- 1988 - Köpek İstasyonu (Station pour chiens)
- 2009 - Gece Lambalarının Işığında (À la lumière des lampes de nuit)

### Roman
- 1998 - Demir Köprü (Pont de fer)
- 2010 - Sırrımsın Sırdaşımsın (Tu es mon secret, tu es mon confident)

## Prix
- 1953 - Prix de la nouvelle de l'Association de Langue Turque
- 1965 - Prix de l'histoire de Sait Faik (Elbiseciler Çarşısı)
- 1988 - Prix de l'Union des Écrivains Turcs (Köpek İstasyonu)
- 2011 - Prix du roman Orhan Kemal (Sırrımsın Sırdaşımsın)
- 2018 - Prix de littérature Sedat Simavi (Dua Ççiceği)